# 4836 Medon
4836 Medon è un asteroide troiano di Giove del campo greco del diametro medio di circa 68 km. Scoperto nel 1989, presenta un'orbita caratterizzata da un semiasse maggiore pari a 5,2123295 au e da un'eccentricità di 0,1082941, inclinata di 19,39719° rispetto all'eclittica.
L'asteroide è dedicato a Medonte, capitano acheo.